# 劉斧
劉斧（？—？），約生活於宋仁宗、宋神宗年代，宋代志怪小說作家。

## 生平
生平不可稽考。僅知其長輩曾任獄吏的官職。孫沔《序》稱他為“秀才”，说他“吐论明白，有足称道”。著有《青瑣高議》前集十卷，從集十卷，別集七卷，內容多描寫男女情愛，是宋代誌怪、論議、紀傳等綜合體小說。每條目皆用七字標目，如“張乖崖明斷分財”、“別傳敘飛燕本末”之類，魯迅認為“甚類元人劇本結末之‘題目’與‘正名’，因疑汴京說話標題，體裁或亦如是，習俗浸潤，乃及文章”。《四庫全書總目》載有《清瑣高議》共二十卷，所記皆怪異事蹟。另著有《摭遺》、《翰府名談》二十五卷，皆佚，曾慥的《類說》輯有部分佚文。